# Airo-de-asa-branca
Airo-d'asa-branca ou airo-de-asa-branca (nome científico: Cepphus grylle) é uma espécie de ave da família dos alcídeos encontrada nas águas ao longo da costa do Atlântico Norte.

## Características

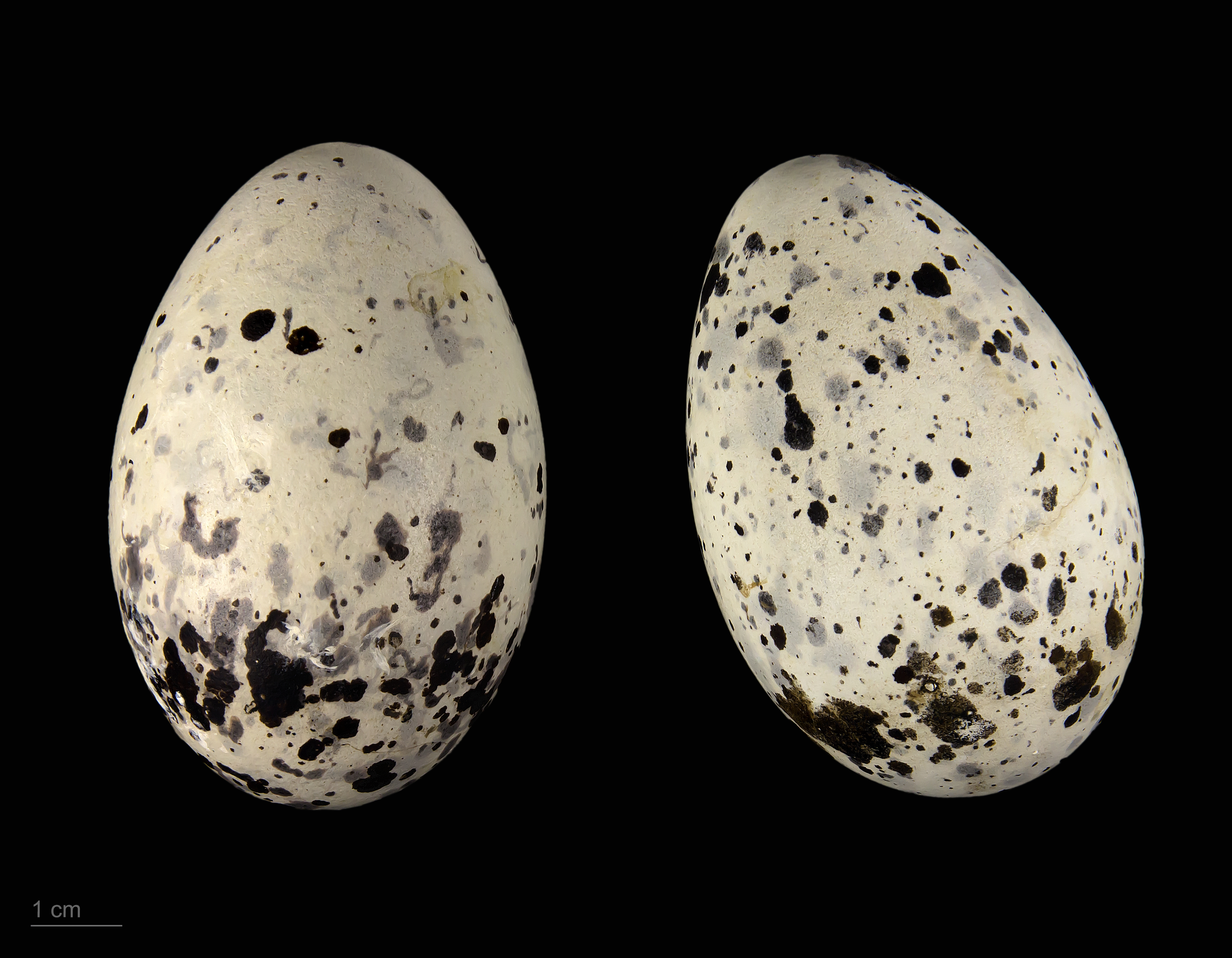
Ovos de Cepphus grylle grylle - MHNT

Os indivíduos adultos têm corpos pretos com uma mancha branca na asa, um bico escuro e fina e pernas e pés vermelhos. Medem 32 a 38 cm de comprimento e têm uma envergadura de 49 a 58 cm.